# Эйкли (тауншип, Миннесота)
Эйкли (англ. Akeley) — тауншип в округе Хаббард, Миннесота, США. На 2010 год его население составило 551 человек.
Тауншип Эйкли был назван в честь Хили Кейди Эйкли, который построил в поселении большую лесопилку.

## География
По данным Бюро переписи населения США площадь тауншипа составляет 89,1 км², из которых 81,2 км² занимает суша, а 7,9 км² — вода (8,89 %).

## Население
В 2010 году на территории тауншипа проживало 551 человек (из них 52,6 % мужчин и 47,4 % женщин), насчитывалось 244 домашних хозяйства и 171 семьи. Расовый состав: белые — 97,6 %, афроамериканцы — 0,2 %, коренные американцы — 0,4 % и представители двух и более рас — 1,6 %.
Население округа по возрастному диапазону по данным переписи 2010 года распределилось следующим образом: 17,6 % — жители младше 18 лет, 1,6 % — между 18 и 21 годами, 58,1 % — от 21 до 65 лет и 22,7 % — в возрасте 65 лет и старше. Средний возраст населения — 52,8 года. На каждые 100 женщин в Эйкли приходилось 111,1 мужчин, при этом на 100 совершеннолетних женщин приходилось уже 111,2 мужчин сопоставимого возраста.
Из 149 домашних хозяйств 61,1 % представляли собой совместно проживающие супружеские пары (13,5 % с детьми младше 18 лет), в 5,3 % семей женщины проживали без мужей, в 3,7 % семей мужчины проживали без жён, 29,9 % не имели семьи. В среднем домашнее хозяйство ведут 2,23 человек, а средний размер семьи — 2,61 человека.
В 2014 году из 400 человек старше 16 лет имели работу 163. При этом мужчины имели медианный доход в 27 083 долларов США в год против 32 589 долларов среднегодового дохода у женщин. В 2014 году медианный доход на семью оценивался в 45 500 $, на домашнее хозяйство — в 36 250 $. Доход на душу населения — 24 484 $ в год. 17,2 % от всего числа семей в Эйкли и 18,5 % от всей численности населения находилось на момент переписи за чертой бедности.